# Celastrina alta
Celastrina alta är en fjärilsart som beskrevs av Barlow, Banks och Holloway 1971. Celastrina alta ingår i släktet Celastrina och familjen juvelvingar. Inga underarter finns listade i Catalogue of Life.